# Sơn hà luyến mỹ nhân vô lệ
Sơn Hà Luyến - Mỹ Nhân Vô Lệ (tiếng Anh): In love with Power; tiếng Trung: 山河恋·美人无泪), gọi tắt là Mỹ Nhân Vô Lệ (美人无泪), một bộ phim truyền hình cổ trang hoa ngữ do biên kịch Vu Chính sản xuất, đạo diễn Lương Thắng Tuyền. Đây cũng là một trong 3 tác phẩm thuộc series về mỹ nhân của Vu Chính, bên cạnh Mỹ nhân tâm kế (美人心计) và Mỹ nhân thiên hạ (美人天下). Phim được phát sóng ở Trung Quốc trên kênh Giang Tô TV từ ngày 17 tháng 12 năm 2012 đến ngày 1 tháng 1 năm 2013.

## Nội dung
Trại Tang - Bối lặc của Khoa Nhĩ Thấm có hai người vợ: Trại Kỳ Nhã và Tháp Na. Trại Kỳ Nhã là Đích Phúc tấn, sinh Ngô Khắc Thiện và Đại Ngọc Nhi. Tháp Na là tì thiếp, sinh Hải Lan Châu và A Cổ Lạp. Trại Tang sủng ái Tháp Na, nhưng lại sợ một Trại Kỳ Nhã hung hăng bá đạo. Trại Kỳ Nhã biến Tháp Na làm nô tì, không cho Hải Lan Châu danh phận, trong khi Ngọc Nhi - con gái bà được phong Cách cách, sống trong nhung lụa.
Mặc cho mẹ phản đối, Ngọc Nhi vẫn gần gũi Hải Lan Châu. Nhiều năm sau, Triết Triết - em gái Trại Tang, cô của Ngọc Nhi và Hải Lan Châu được gả cho Hoàng Thái Cực - Đại Hãn nhà Hậu Kim. Ngọc Nhi mến mộ Đại Hãn, dù Đa Nhĩ Cổn - em trai Đại Hãn luôn si tình với cô. Hải Lan Châu chuẩn bị kết hôn với Trắc Lâm thì hay tin anh tử trận. Trại Kỳ Nhã nhân cơ hội ép cô tuẫn táng. Ngọc Nhi thương chị nên xin Đại Hãn can thiệp. Anh đến Khoa Nhĩ Thấm để cứu Hải Lan Châu, từ đó phải lòng cô.
Triết Triết - bấy giờ là Đại Phúc tấn Hậu Kim, chỉ sinh ba con gái mà không có con trai. Trại Tang lo sợ địa vị Khoa Nhĩ Thấm bị lung lay nên tiến cử Ngọc Nhi làm Trắc Phúc tấn. Trước sự van nài của Tháp Na, Ngọc Nhi cho Hải Lan Châu bồi giá, giúp cô thoát khỏi sự đày đoạ của mẹ. Sau khi Hải Lan Châu rời đi, Trại Tang muốn lập A Cổ Lạp làm người kế vị, bị Trại Kỳ Nhã giết chết cùng Tháp Na để bảo toàn ngôi vị cho Ngô Khắc Thiện.
Ngọc Nhi đến Hậu Kim, đương đầu với nhiều nữ nhân bên Đại Hãn, cụ thể là Thuần Phúc tấn - đắc sủng vì đang mang thai. Triết Triết - người Ngọc Nhi tôn kính, sẵn sàng vì Đại Hãn mà tính kế với mình. Hải Lan Châu - chị gái thân thiết của cô, tưởng chừng không bao giờ phản bội, cũng quay sang quyến rũ Đại Hãn, trở thành nữ nhân được sủng ái nhất. Thực ra, Hải Lan Châu làm vậy để báo thù cho mẹ, cộng thêm hiểu lầm Trại Kỳ Nhã giết Trác Lâm - người cô yêu nhất.
Mối tình tay ba của các nhân vật tạo nên vòng luẩn quẩn không lối thoát. Tất cả đều nhận kết cục bi thảm, kể cả Ngọc Nhi, trở thành Thái hậu cao cao tại thượng cũng chịu muôn ngàn sóng gió: bị chồng phản bội, đánh mất người yêu, đến con trai duy nhất là Thuận Trị Đế cũng rời bỏ mình. Vì vậy, Ngọc Nhi kiên cường vượt qua nỗi đau để đào tạo cháu nội Khang Hi Đế trở thành một vị minh quân, tạo nên thời kì hưng thịnh nhất của nhà Thanh.

## Phân vai

### Nhân vật chính
- Lưu Khải Uy vai Hoàng Thái Cực (皇太極), Đại hãn Hậu Kim, cũng là Hoàng đế sáng lập nhà Thanh trong lịch sử Trung Quốc. Nhiều nữ nhân bên cạnh nhưng chỉ chung tình với Hải Lan Châu. Sau cái chết của cô, anh lâm bệnh qua đời, truyền ngôi cho con trai Đại Ngọc Nhi là Phúc Lâm, tức Thuận Trị Đế.
- Viên San San vai Đại Ngọc Nhi (大玉儿), phi tần của Hoàng Thái Cực, sau là Hiếu Trang Hoàng Thái hậu. Yêu Hoàng Thái Cực vì sự thông minh anh dũng. Sau phát hiện anh là kẻ mưu mô bạc tình, sẵn sàng chà đạp mọi thứ vì Hải Lan Châu, thậm chí hại Ngọc Nhi sẩy mất cái thai đầu vì nghi đó là con của Đa Nhĩ Cổn. Trong lúc đó, Đa Nhĩ Cổn luôn bên cạnh san sẻ với cô. Cả hai dành cho nhau tình cảm chân thành, dù vĩnh viễn không thể thành đôi. Về sau, Ngọc Nhi được tôn Thánh mẫu dưới thời Thuận Trị Đế, và Thái hoàng thái hậu dưới thời Khang Hi Đế.
  - Trương Dục Văn vai Đại Ngọc Nhi (lúc nhỏ).
- Hàn Đống vai Đa Nhĩ Cổn (多爾袞), em cùng cha khác mẹ của Hoàng Thái Cực, có hiềm khích sâu đậm do ngày xưa mẹ anh là A Ba Hợi bị Hoàng Thái Cực ép tuẫn táng. Rất yêu Đại Ngọc Nhi, nhưng vì cô trót gả cho Hoàng Thái Cực nên đành kết hôn với Tiểu Ngọc Nhi - biểu muội của cô. Năm Thuận Trị thứ 8 (1650), Đa Nhĩ Cổn bệnh nặng, chết trong vòng tay của Ngọc Nhi.
- Trương Mông vai Hải Lan Châu (海蘭珠), chị cùng cha khác mẹ của Đại Ngọc Nhi, sủng phi của Hoàng Thái Cực. Lợi dụng Hoàng Thái Cực để báo thù Trại Kỳ Nhã, kẻ giết chết Tháp Na - mẹ ruột cô và Trác Lâm - người cô yêu nhất. Trại Kỳ Nhã qua đời, A Cổ Lạp tiết lộ người giết Trác Lâm thực ra là Triết Triết. Nhân dịp Hoàng Thái Cực cải cách hậu cung, Hải Lan Châu ra sức tranh Hậu vị với cô mình, thậm chí đem con là Bát A Ca ra doạ. Anh quyết định phong cô làm Hậu, đúng lúc đó, cô phát hiện anh là chủ mưu hại Trác Lâm nhằm chiếm đoạt cô làm vợ. Cô cùng quẫn tự sát, trước khi chết thì vu oan tất cả hậu phi, mục đích để Hoàng Thái Cực giết nhầm người bên cạnh, sống cô độc đến già.
  - Mạnh Hàm Hàm vai Hải Lan Châu (lúc nhỏ).
- Thái Thiếu Phân vai Triết Triết (哲哲), cô của Đại Ngọc Nhi và Hải Lan Châu, chính thê của Hoàng Thái Cực, sau là Hiếu Đoan Văn Hoàng hậu. Dù mang trọng trách của mẫu tộc, Triết Triết chỉ sinh toàn con gái nên phải chứng kiến phu quân nạp thiếp. Yêu Hoàng Thái Cực, sẵn lòng vì anh làm tất cả, bao gồm "giải quyết" cái thai của Ngọc Nhi, vu oan Nhã Thuần, ám sát Trác Lâm để anh có cơ hội với Hải Lan Châu,... kết cục bị phản bội, suýt nữa thì chết oan. Về sau, Triết Triết được tôn Mẫu hậu Hoàng thái hậu dưới thời Thuận Trị Đế.

### Nhân vật phụ
- Châu Mục Nhân vai Na Mộc Chung (娜木鍾), phi tần của Hoàng Thái Cực, mưu mô háo sắc. Say mê Đa Nhĩ Cổn mà không được đền đáp nên căm ghét Đại Ngọc Nhi. Bất lực trước việc Hoàng Thái Cực si tình với Hải Lan Châu nên tư thông với A Cổ Lạp, sinh Bác Quả Nhĩ. Dưới thời Thuận Trị Đế bị vạch trần và trục xuất khỏi cung.
- Hà Ngạn Nghê vai Nhã Thuần (雅淳), phi tần của Hoàng Thái Cực, từng mang thai và đắc sủng nên rất kiêu ngạo. Sau khi Triết Triết hại sẩy thai thì bị thất sủng, giam vào lãnh cung, giả điên để sống qua ngày. Kết cục bị Trại Kỳ Nhã giật giây, tự vẫn vào giờ lành để Triết Triết không được phong Hậu.
- Vương Hiểu vai Mục phúc tấn (穆福晋), phi tần của Hoàng Thái Cực, luôn gièm pha cô cháu Triết Triết, Đại Ngọc Nhi và Hải Lan châu.
- Thiên Dương vai Đa Đạc (多铎), em cùng cha khác mẹ của Hoàng Thái Cực và là em ruột Đa Nhĩ Cổn. Yêu Tiểu Ngọc Nhi, luôn trách Đa Nhĩ Cổn không biết trân trọng thê tử.
- Triệu Sở Luân vai A Tế Cách (阿濟格), em cùng cha khác mẹ của Hoàng Thái Cực và là anh ruột Đa Nhĩ Cổn.
- Vương Kim Đạc vai Hào Cách (豪格), Hoàng trưởng tử của Hoàng Thái Cực, luôn nung nấu dã tâm được phong Thái tử.
- Trương Gia Toàn vai Tiểu Cách Cách (小格格), Hoàng nữ của Hoàng Thái Cực, mẹ là Triết Triết.
- Ngô Tuấn Dư vai Phúc Lâm (福臨), Hoàng cửu tử của Hoàng Thái Cực, mẹ là Đại Ngọc Nhi, sau là Thuận Trị Đế. Từ nhỏ được cha giữ bên cạnh suốt 3 năm nên xa lạ với mẹ. Đến khi trưởng thành thì rất dè chừng Đa Nhĩ Cổn.
  - Trần Húc vai Phúc Lâm (lúc nhỏ)
- Vương Hạc Vũ vai Bác Mục Bác Quả Nhĩ (博穆博果尔), Hoàng thập nhất tử của Hoàng Thái Cực, mẹ là Na Mộc Chung (thực ra anh là cốt nhục của A Cổ Lạp). Hải Lan Châu biết chuyện 2 người tư thông, niệm tình Bác Quả Nhĩ là cháu nên không cáo giác. Biết mình không phải huyết mạch của Tiên đế nên cùng mẹ lặng lẽ rời cung.
- Trương Tuyết Nghênh vai Uyển Ninh (宛甯), sủng phi của Thuận Trị Đế, sau là Đổng Ngạc phi. Thuận Trị yêu cô sâu đậm, hệt như cách Hoàng Thái Cực yêu Hải Lan Châu. Vì cái chết của cô và con trai mà Thuận Trị xuất gia đi tu, không màng thế sự.
- Đổng Tuệ vai Tĩnh Nhi (静儿), con gái Ngô Khắc Thiện, cháu của Đại Ngọc Nhi, Hoàng hậu của Thuận Trị Đế. Vô sủng, qua đời vì bệnh tật. Nguyên mẫu trong lịch sử là Bát Nhĩ Tề Cát Đặc Phế hậu, sau khi phế truất vẫn được phong Tĩnh phi và sống lâu hơn Thuận Trị.
- Trình Phương vai Đông phi (佟妃), phi tần của Thuận Trị Đế, mẹ Khang Hi Đế, sau là Từ Hòa Hoàng thái hậu. Nguyên mẫu trong lịch sử là Hiếu Khang Chương Hoàng hậu Đông Giai thị.
- Vương Thiền Thiền vai Tường Như (祥如), phi tần của Thuận Trị Đế, sinh Hoàng trưởng nữ. Thuận Trị sủng ái Uyển Ninh, cô ganh ghét hạ độc trong thuốc an thai, bị Đại Ngọc Nhi bắt quả tang và đày vào lãnh cung. Nguyên mẫu trong lịch sử là Thứ phi Trần thị.
- La Đinh Hào vai Huyền Diệp (玄燁), Hoàng tam tử của Thuận Trị Đế, cháu nội của Đại Ngọc Nhi, sau là Khang Hi Đế vĩ đại trong lịch sử.

### Khoa Nhĩ Thấm
- Huỳnh Văn Hào vai Trại Tang (寨桑), Bối lặc của Khoa Nhĩ Thấm, cha Đại Ngọc Nhi và Hải Lan Châu. Yêu vợ lẽ Tháp Na, nhưng sợ uy quyền của vợ cả Trại Kỳ Nhã nên luôn phải nhịn nhục. Kết cục, ông bị Trại Kỳ Nhã giết vì định phong A Cổ Lạp - con trai của Tháp Na làm người kế vị.
- Vương Lâm vai Trại Kỳ Nhã (寨琪雅), Đại Phúc tấn của Khoa Nhĩ Thấm, mẹ Đại Ngọc Nhi. Luôn ghen ghét, hãm hại mẹ con Hải Lan Châu. Giết Trại Tang và Tháp Na để bảo toàn ngôi vị cho Ngô Khắc Thiện. Luôn muốn Ngọc Nhi trở thành Hoàng hậu nên bị Triết Triết vu cáo hạ độc Hoàng Thái Cực, Hải Lan Châu nhân đó biếm bà làm nô tì. Bất đắc dĩ, bà tự vẫn để giá hoạ Hải Lan Châu. Mặc dù cái chết của bà không làm Hải Lan Châu thất sủng, nhưng nhờ vậy Ngọc Nhi được Hoàng Thái Cực thương cảm, từ đó mang thai Phúc Lâm.
- Bạch San vai Tháp Na (塔娜), vợ lẽ của Trại Tang, mẹ Hải Lan Châu. Tính tình nhân từ hiền lành, bị Trại Kỳ Nhã giết chung với Trại Tang.
- Lưu Ân Hựu vai Ngô Khắc Thiện (吴克善), anh ruột Đại Ngọc Nhi và là anh cùng cha khác mẹ của Hải Lan Châu, cha của Tĩnh Nhi.
- Tôn Kiên vai A Cổ Lạp (阿古拉), em ruột Hải Lan Châu và là em cùng cha khác mẹ của Đại Ngọc Nhi, cũng là cha ruột của Bác Quả Nhĩ. Trong lịch sử, Trại Tang không có người con trai nào mang tên A Cổ Lạp, rất có thể nguyên mẫu nhân vật này là Đạt Nhĩ Hán Ba Đồ Lỗ Thân vương Mãn Châu Tập Lễ, anh em cùng mẹ với Mẫn Huệ Cung Hòa Nguyên phi Hải Lan Châu.
- Đặng Sa vai Tiểu Ngọc Nhi (小玉儿), em họ của Đại Ngọc Nhi và Hải Lan Châu, Phúc tấn của Đa Nhĩ Cổn. Yêu Đa Nhĩ Cổn dù biết anh không dành tình yêu cho mình. Bị Na Mộc Chung hại chết thảm, trong đám tang Đa Nhĩ Cổn ân hận, hứa không nạp thêm Phúc tấn nào khác. Nguyên mẫu trong lịch sử là Kính Hiếu Nghĩa Hoàng hậu Bác Nhĩ Tế Cát Đặc Ba Đặc Mã (博爾濟吉特巴特玛).
- Tiền Vịnh Thần vai Trác Lâm (桌林), hôn phu của Hải Lan Châu, dành cho cô tình cảm chân thành. Bị Triết Triết ám sát vì tuân mệnh Hoàng Thái Cực.

### Nhân vật khác
- Triệu Mẫn Huyên vai Kỳ Kỳ Cách
- Bao Văn Tịnh vai A Nạp Nhật
- Trần Cáp Ni vai Ô Lan
- Sở Dật Nam vai Ô Nhã
- Kiều Kiều vai Tô Mã
- Thẩm Thái vai Ngao Bái
- Trình Thành vai Mãng Cổ Nhĩ Thái
- Quan Hâm vai Sách Ni
- Tôn Bân Hạo vai A Mẫn
- Lý Tiểu Yến vai Huệ Tần
- Trần Mộc Dịch vai Thái Giám